# Sant Grau d'Ardenya
Sant Grau d'Ardenya és una església del municipi de Tossa de Mar (Selva). És un edifici d'estil neoromànic, de grans dimensions, situat a la vora d'un puig i adossat a una construcció amb aparença de masia. Consta de dues plantes, vessants a laterals i està format per l'església, un pati central i les estances adossades al nord, sud i ponent. Als voltants d'aquest recinte, a més de les ruïnoses instal·lacions hoteleres dels anys 50-60, destaquen la torre d'aigua, la bassa i la Creu de terme de Sant Grau d'Ardenya de pedra calcària de Girona. És una construcció que forma part de l'Inventari del Patrimoni Arquitectònic de Catalunya.

## Descripció
L'edifici, cobert d'arrebossat a excepció de les obertures, està presidit per un gran pati davanter rodejat d'un mur de pedra d'uns 30 cm que magnifica l'entrada. La façana principal, que té tres plantes, consta d'una gran portada adovellada amb forma d'arc de mig punt i diverses obertures, la principal de les quals té una llinda de dos peces amb decoració trilobulada. Dins l'edifici, just passar la porta principal amb façana de masoveria tradicional, hi ha un pati interior que divideix el conjunt en dues naus, a manera de claustre, amb l'església al fons.
L'església és de planta rectangular, amb una sola nau i absis semicircular amb obertures allargades i decorades amb vitralls. Té un cor als peus de la nau, les parets policromades i un retaule de fusta, amb tres pinacles centrals, dedicat a Sant Grau i altres elements com el púlpit, la sagristia i la pila baptismal de marbre blanc i datada de 1666. Les parets laterals de l'església estan dotades de quatre contraforts per banda que, en els adossats de la part septentrional, per salvar el desnivell, continuen en nombre de sis.

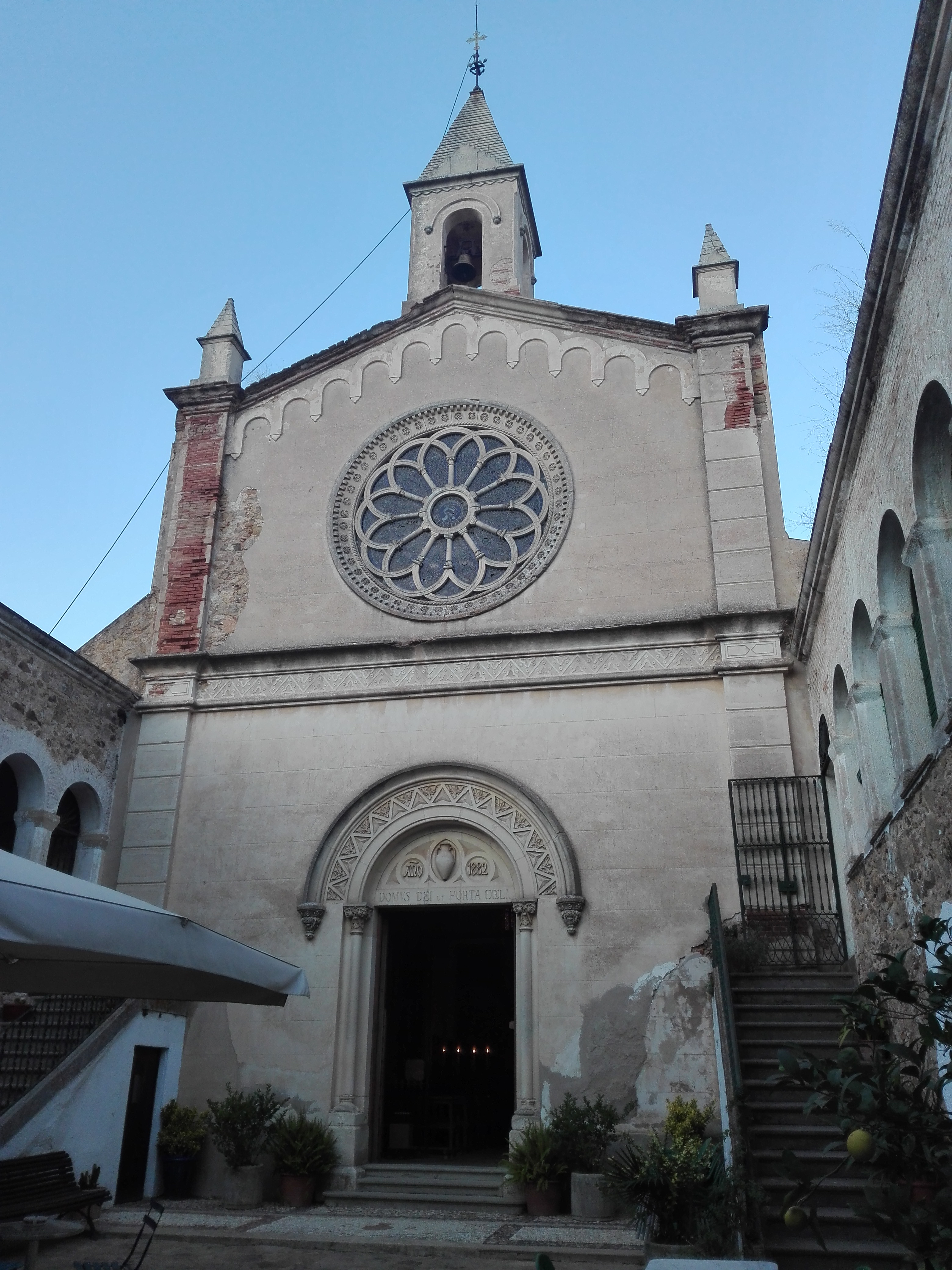
Façana principal de l'església.

La façana de l'església està dividida en dues parts, centralitzades per la portalada i per la rosassa, amb una doble línia motllurada de separació. La part baixa té dues escales a banda i banda (accessos als laterals) i una portalada neoromànica amb arc de mig punt, columnes als muntants, motllures, inscripcions (Domus coeli i Porta Coeli) i decoració geomètrica. Aquesta decoració està dotada d'elements iconogràfics relatius al santuari, com ara els gerros, fent referència a una olla miraculosa. La part alta conté una gran rosassa circular amb vitralls i decoració polilobulada i superposada, una cornisa amb pinacles prismàtics a les cantonades i decoració d'arquets cecs (11). Dalt de la teulada s'alça el campanar quadrat, amb obertures d'arc de mig punt i coronament piramidal.
Cal destacar l'imponent absis semicircular, ja que sobresurt bastant de la resta de l'edifici. Hi ha un total de 23 finestres repartides entre la planta baixa i el primer pis. La planta baixa fa funció pública (bar, magatzems i serveis) i el primer pis són habitacions. Existeixen, en la mateixa finca de 234 ha., alguns masos derruïts, diversos xalets, un pantà i mines d'aigua unides mitjançant túnels. Tot l'edifici fa unes dimensions aproximades de 30 metres d'amplada per 65 metres de llargada.

## Festes
Antigament a Tossa se celebraven almenys 4 aplecs en ermites pròximes a la vila (Sant Benet des Mas d'en Ferro, Sant Grau de Vallprehona, Sant Baldiri de Canyet i la Mare de Déu de Gràcia o de Can Payet). Els dies d'aplec servien a les famílies i amics separats per la distància per retrobar-se i participar en actes folklòrics i religiosos. D'aquests 4 grans aplecs només se'n continuen produint dos, el de Sant Benet i el de Sant Grau, a l'estiu i a la tardor respectivament.
El santuari de Sant Grau és un dels indrets emblemàtics de Tossa i de la contrada i s'hi celebra l'aplec anual el 13 d'octubre. És tradicional anar-hi a menjar arròs i menjar-hi costelles de xai en petits grups al voltant del santuari. Després hi ha una ballada de sardanes i se sorteja un xai viu. Aquest dia és quan es canten uns goigs del segle xvii (1696) en honor del Sant que tenen com a tonada el següent vers:
"Ditxosa terra de Tossa
Que tan gran tresor guardau
Vostra sort és venturosa
Puix la posseïu en pau:
De bras i galta reliquia,
I una dent adorau,
Al devot qui vos suplica
Afavoriu-lo Sant Grau"

## Història
Hi ha notícies de Sant Grau també anomenat Sant Grau d'Ardenya, a mitjan segle xv (1452). Sembla que l'església fou restaurada per l'anacoreta Jaume Corbera (1436-57), que també restaurà l'ermita de Sant Elm de Sant Feliu de Guíxols i l'Ermita de Sant Sebastià de la Guarda de Palafrugell. Malgrat això, les primeres notícies són de 1408, quan els parroquians de Tossa reben el permís d'edificar-hi. L'edifici actual és una restauració del segle xix sobre l'edifici del segle xvii.
El patró del Santuari és Sant Grau d'Aurillac, Alvèrnia-França (segle IX-X). La tradició diu que en aquest lloc hi havia un petit oratori on dormí el sant i que fou Maria de Montpeller, mare del Rei de la Corona d'Aragó, Jaume I d'Aragó, qui hi portà algunes relíquies del Sant a principis del segle xiii. Aquestes suposades relíquies es guarden a l'església parroquial de Sant Vicenç de Tossa.
Hi ha notícies de la construcció de l'altar major (1515) i de l'altar del Roser (1612) i de Sant Isidre (1624). Del segle xviii hi ha referències que vinculen la decoració de Sant Grau als artesans de Tossa de Cas Fuster, una família d'escultors que van deixar a Tossa moltes mostres artístiques.
El santuari fou abandonat des de la guerra del francès (1795) i desamortitzat el 1798, sota el govern de Godoy i el regnat de Carles IV. Aquesta finca, l'Estat va vendre el 1806 a Antoni de Vall i de Planells i, cap a 1886 ja corresponia a cinc propietaris diferents. Sembla que, des de 1808 a 1882, les antigues imatges de Sant Grau i la Verge es va dipositar a l'església de Tossa per evitar el saqueig francès.
Fou reconstruïda el 1882, quan fou propietat de Grau Rodés Moré, un comerciant barceloní d'ascendència tossenca que actuà d'ecònom administrador del santuari, i se li donà el seu aspecte actual. Aquest va fundar un benefici al santuari dotat amb 14000 pessetes. El projecte de la portalada fou de Joan Guàrdia i la construcció fou de Narcís Camps. La decoració de l'església i l'altar és d'Epifani Robert, segons un projecte d'Antoni Rigalt i Blanch.

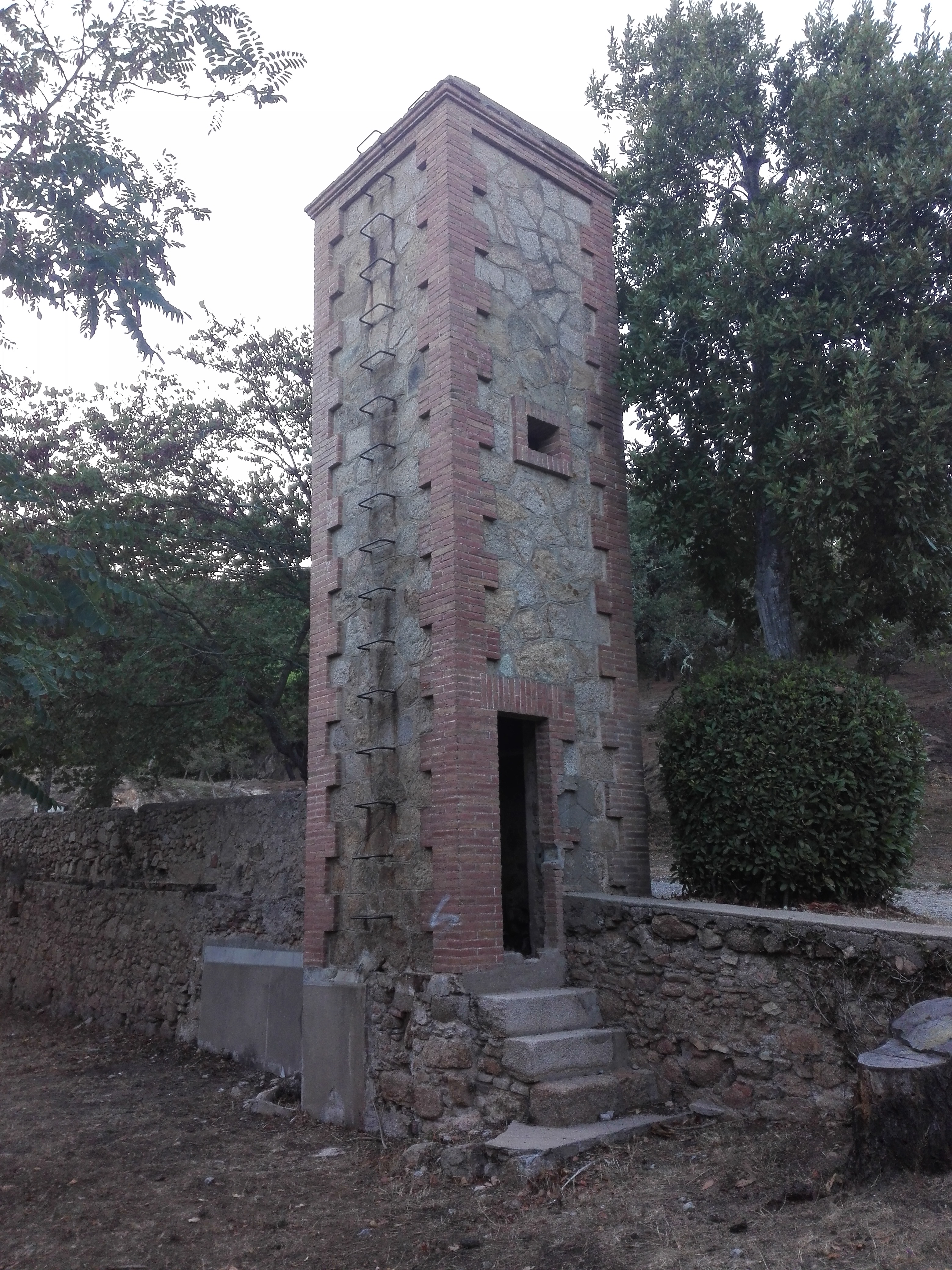
Antiga torre d'aigua de l'hotel

Durant la dècada de 1950 funcionà com a hotel. A partir de 1964, passà a ser propietat d'una entitat financera aragonesa (Caja de ahorros y Monte Piedad de Aragón y La Rioja-Grupo Ibercaja), que la va embargar al seu propietari Domingo Gotarra Blanqué per impagament de préstec hipotecari. El 2009, el govern municipal (de CiU en aquella legislatura) la va comprar per un milió d'euros a Ibercaja, i va intentar el projecte de fer-hi un parador turístic. Aquest projecte no va reeixir i el 2013, aquest cop amb govern municipal de TU-PSC, es va iniciar un contracte de lloguer amb la família Garriga, per a dinamitzar l'espai. Des de l'estiu del mateix any els baixos han estat rehabilitats i actualment s'hi desenvolupa un servei de bar i restaurant a condició d'anar rehabilitant la finca.
L'entorn està esquitxat de cases i xalets, tant davant com als voltants del santuari. Això es deu al fet que hi va haver un macroprojecte d'urbanització que no va acabar de reeixir. El santuari, que ja reclama una nova restauració, s'obre un cop a l'any, a l'octubre, i és un lloc molt visitat en l’àmbit comarcal.
Com a curiositat, destaquem l'existència d'una famosa gerra d'aigua miraculosa de què estava dotat el santuari, fins que no desaparegué el 1992. Aquesta olla, segons la tradició popular intercedia, a l’hora de trobar marit, a les dones que hi ficaven el cap i deien una oració.